# Jacob Leupold

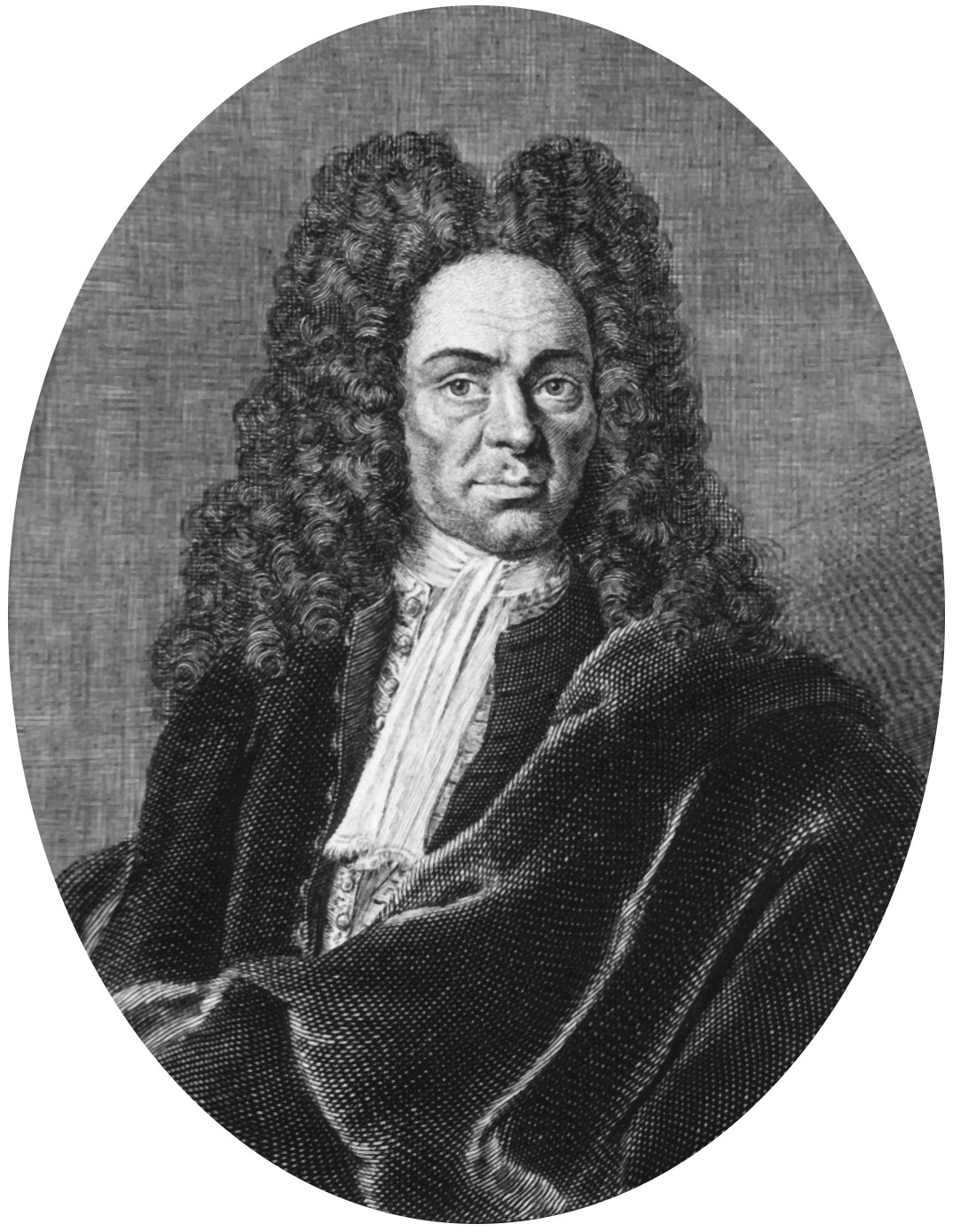
Jacob Leupold (1674–1727)

Jacob Leupold (* 22. Juli 1674 in Planitz; † 12. Januar 1727 in Leipzig) war ein deutscher Mechanicus (im heutigen Sinne Ingenieur), Instrumentenbauer und Verfasser der technischen Enzyklopädie Theatrum Machinarum (1724–1727), die als die „letzte große deutschsprachige Zusammenfassung des gesamten Maschinenwesens vor dem Einzug der neuen Kraft- und Arbeitsmaschinen“ gilt.

## Leben und Werdegang
Jacob Leupold kam am 22. Juli 1674 als Sohn des Handwerkers Georg Leupold († 1707) und dessen Frau Magdalena auf die Welt. Bereits in der frühen Kindheit erhielt Jacob Leupold bei seinem Vater, der Tischler, Drechsler, Uhrmacher und Bildhauer war, eine fundierte handwerkliche Ausbildung.
Auf Grund seiner körperlichen Gebrechlichkeit und daher schlechten Voraussetzungen für den Beruf des Handwerkers entschied sich sein Vater, ihm neben dieser praktischen Ausbildung privaten Schulunterricht zu finanzieren, und schickte ihn im Anschluss daran auf die Lateinschule nach Zwickau. Nachdem er auf Grund von finanziellen Engpässen das Studium der Theologie in Jena und Wittenberg jeweils abbrechen musste, wurde er 1696 ohne Immatrikulationsgebühr in Leipzig aufgenommen. Bis zu diesem Zeitpunkt hatte er bereits seine naturwissenschaftlichen Kenntnisse vertieft, indem er unter anderem in Jena die Vorlesungen des bekannten Astronomen und Mathematikers Erhard Weigel besuchte und sich in Wittenberg mit der mathematischen Bibliothek von Professor Martin Knorre befasste.
Seinen Lebensunterhalt bestritt er durch Nachhilfeunterricht sowohl für Schüler und Studenten als auch für Handwerker. Im Zuge dieser Tätigkeit fertigte er diverse technischen Instrumente an, mit denen er physikalische Problemfälle experimentell veranschaulichen konnte. Der Erfolg dieser Vorgehensweise bewog Leupold 1699 dazu, das Studium aufzugeben und sich gänzlich der Mechanik zuzuwenden. Bestärkt durch die Bemerkung seines Lehrers Gottlob Friedrich Seligmann, Prediger gäbe es genug in Leipzig, an Künstlern aber herrsche Mangel, gründete er eine Werkstatt in Leipzig.
Im Jahre 1701 nahm Jacob Leupold eine Stelle als Hausvater (Hausmeister) und Ökonom am St. Georgs-Lazarett an, die ihm ein regelmäßiges Einkommen sicherte und gleichzeitig ausreichend Zeit für die Beschäftigung mit der Mechanik ließ. Im selben Jahr heiratete er Anna Elisabeth Tyck, mit der er 3 Söhne und 3 Töchter zeugte, von denen bis auf die jüngste Tochter alle in frühen Jahren verstarben. Nach dem Tode Anna Elisabeths (1713/1714) nahm er 1715 in zweiter Ehe Maria Gotthun zu seiner Frau. Zu dieser Zeit gab er seine Anstellung im Lazarett auf und vergrößerte seine Werkstatt zu einer Mechanischen Fabrique, in der er Facharbeiter wie Rotgießer, Schlosser und Zirkelschmiede beschäftigte.
Leupolds Bemühungen, als Mechanicus an der Universität Leipzig angestellt zu werden, scheiterten, da die zünftigen Handwerker vor Ort vermutlich aus Konkurrenzangst ihr Veto einlegten. Aufgrund der Qualität seiner Arbeiten und Veröffentlichungen kam Leupold in Kontakt mit anerkannten Wissenschaftlern wie dem Gelehrten Christian Wolff und wurde 1715 zum Mitglied der Königlich-Preußischen Akademie der Wissenschaften gewählt. 1719 wurde er zum preußischen Kommerzienrat ernannt. Darüber hinaus fand sein Schaffen im Ausland starke Beachtung. So lud beispielsweise Peter der Große ihn wiederholt nach St. Petersburg ein, was Leupold jedoch ablehnte.
1720 kündigte Leupold in einem Prospekt sein Vorhaben einer technischen Enzyklopädie als Vollkommene Nachricht von denen Mechanischen Schriften oder Theatro Machinarum Universali an; die Finanzierung dieses Großprojekts wurde von Kaiser Karl VI., dem Landesherren August dem Starken sowie der Akademie der Wissenschaften gewährleistet. Im Jahr 1725 wurde er königlich sächsischer Rat und Bergwerkskommissar. In Ausübung dieser Tätigkeit unternahm er zahlreiche Reisen in das Erzgebirge, bei denen er die Einrichtung eines Maschinenhauses zu Lehrzwecken beim Oberbergamt Freiberg in Sachsen und den Aufbau einer Bergwerks- und Mechanikerschule in Leipzig plante. Die Verwirklichung dieser Pläne verhinderte sein früher Tod im Alter von 52 Jahren am 12. Januar 1727. Die HTWK Leipzig verehrt ihn, indem sie die Jacob-Leupold-Medaille als höchste Auszeichnung vergibt.

## Werke

### Erfindungen (Auswahl)

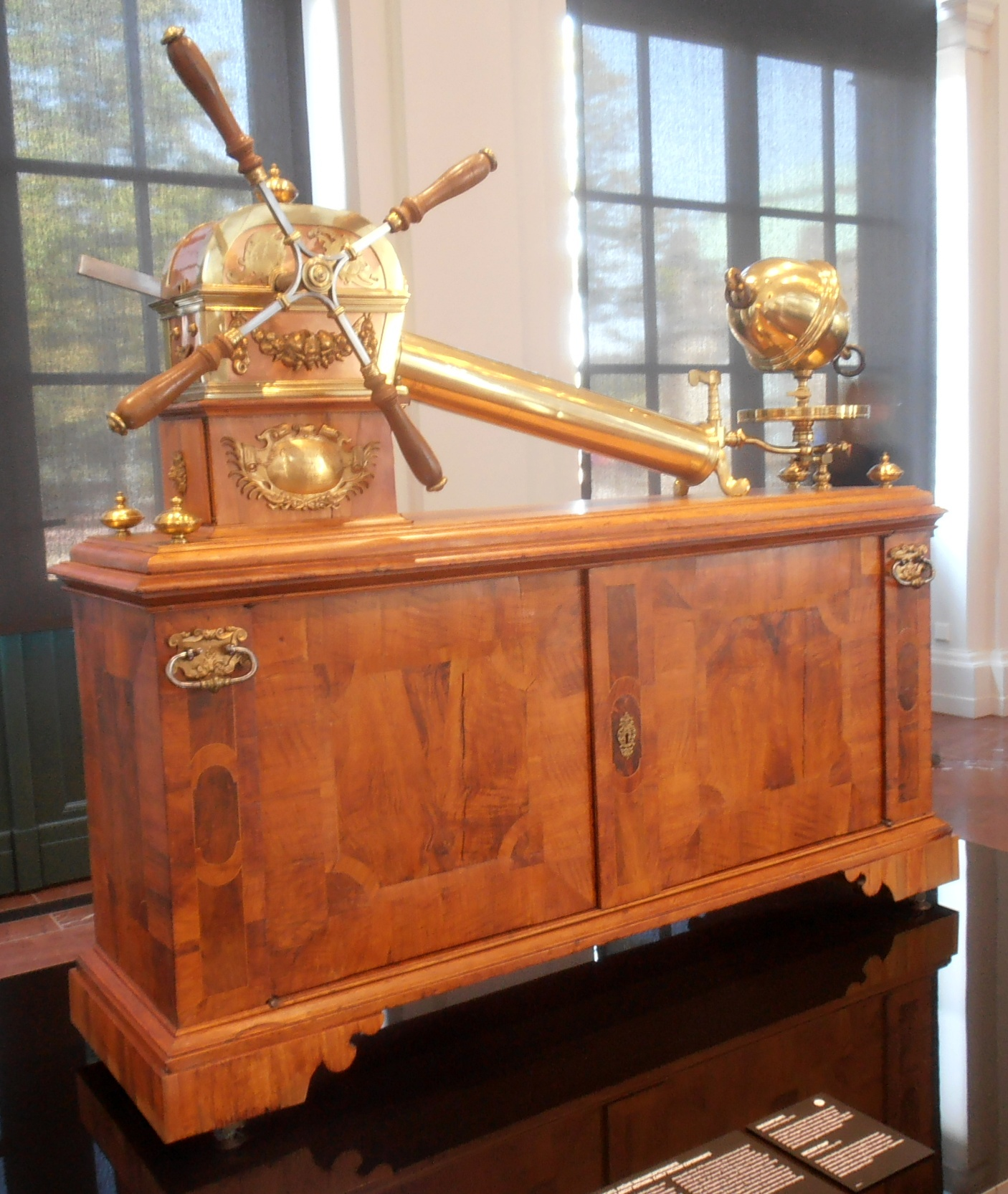
Vakuumpumpe von Jacob Leupold von 1709 im Mathematisch-Physikalischen Salon in Dresden

Bevor Jacob Leupold sich mit dem Verfassen seiner technischen Enzyklopädie beschäftigte, trat er durch vielfältige Arbeiten hervor. Bereits im Jahr 1705 entwickelte er seine erste Luftpumpe. Zudem bot seine Werkstatt eine breite Palette von mechanischen Apparaturen, wie beispielsweise meteorologische und geodätische Messinstrumente aller Art, eine Rechenmaschine und Feuerspritzen an. Eine große Anzahl des Angebots waren eigene Erfindungen oder Verbesserungen bereits existierender Maschinen. Hervorzuheben sind hierbei die folgenden zwei Entwürfe:
- Eine Hochdruck-Kolbendampfmaschine mit zwei Zylindern (1725)
- Eine dezimal arbeitende 4-Spezies-Rechenmaschine mit konzentrisch angeordneten Getriebeelementen (1727)

Leupold zeichnete sich dadurch aus, kein handwerklicher Mechaniker im zeitgenössischen Verständnis zu sein, sondern seine Apparaturen auf einer modernen wissenschaftlichen Basis und in arbeitsteiliger Form herzustellen.

### Technische EnzyklopädieTheatrum Machinarum

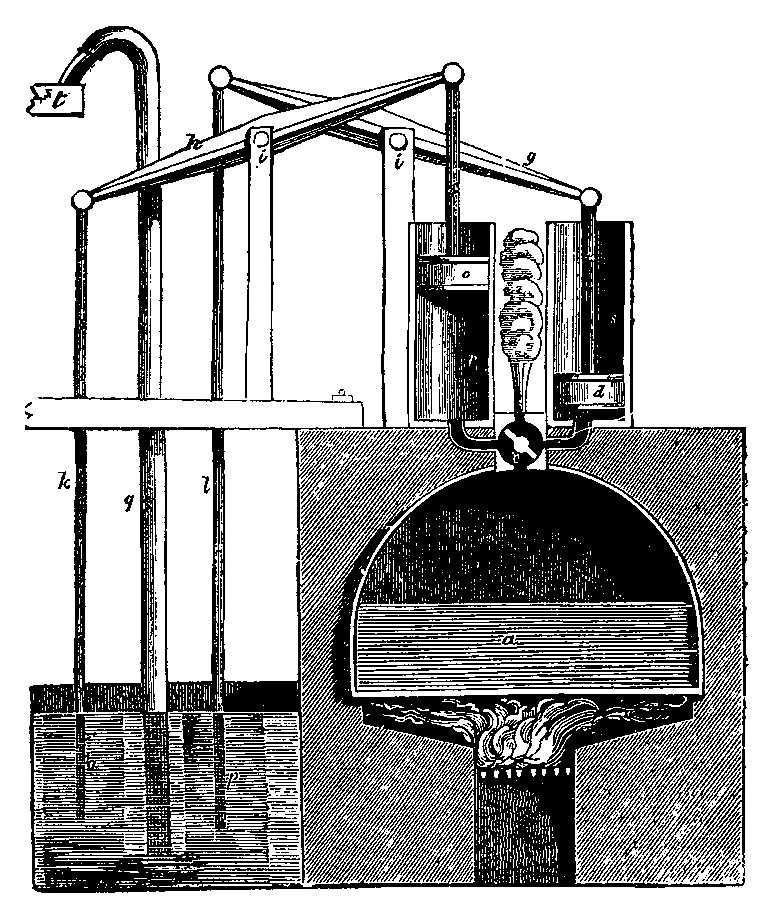
Dampfmaschine nach Jacob Leupold von 1720. Erste Darstellung einer Hochdruck-Dampfmaschine aus seinem Buch Theatri Machinarum Hydraulicarum Tomus II.

Nachdem er 1720 die Veröffentlichung der technischen Enzyklopädie Theatrum Machinarum mit der Zielsetzung angekündigt hatte, eine enzyklopädische Zusammenfassung des zeitgenössischen Standes der Technik zu erarbeiten, reiste er im In- und Ausland, um eine umfangreiche Sammlung an technischer Fachliteratur zusammenzutragen.
Im Jahre 1724 erschien der erste Band Theatrum Machinarum Generale oder Schauplatz des Grundes mechanischer Wissenschaften bei dem Leipziger Verleger Gleditsch. Im Vorwort nennt Leupold die Zielgruppe des Werkes. Er betont, dass sich seine Ausführungen „hauptsächlich nicht auf die Gelehrte und erfahrne Mathematicos gerichtet, (sondern dass) alle Gelegenheit haben sich derer hiervon vorhandenen Schriften zu bedienen.“ In den folgenden drei Jahren (bis 1727) veröffentlichte Leupold weitere sieben Bände mit über 430 Kupfertafeln. Weitere 20 Teile sollten bis zur Fertigstellung der Enzyklopädie folgen. Auf Grund seines Todes konnte er sein Werk nicht vollenden.
Das Theatrum Machinarum setzte Maßstäbe für die künftige Maschinenkunde. Neben den schriftlichen Ausführungen verdeutlichen zahlreiche Konstruktionszeichnungen die Vorgänge. Da Leupold die Fachbegriffe in deutscher und lateinischer Sprache abfasste und klar definierte, leistete er einen wichtigen Beitrag zur Entwicklung einer deutschsprachigen technischen Terminologie. Ihm kommt zudem das Verdienst zu, die technischen Theorien seiner Vorgänger weiterentwickelt zu haben.
Leupolds Werk war von einem ausgeprägten Nützlichkeitsdenken bestimmt, da für ihn seine Maschinenentwürfe vorrangig der Hebung des Wohlstands im Lande dienen sollten. Sein Hauptziel war nicht der höhere Theorieanspruch, sondern die Effektivität und eine möglichst ökonomisch sinnvolle Konstruktion und Betriebsweise seiner Apparaturen.
Ein weiterer wichtiger Aspekt seiner Arbeiten sind seine Ausführungen über den Ingenieurberuf. Leupold verstand darunter nicht mehr den Kriegsingenieur, sondern den Zivilingenieur. Das hierbei Herausragende ist die Unterteilung derer, die sich mit Mechanik beschäftigen, in drei verschiedene Personengruppen:
- Der Theoreticus, der sich mit der theoretischen Erarbeitung der Mechanik befasst,
- der Practicus, der sich für den Bau der Maschinen verantwortlich zeigt und
- der Empiricus, der die Maschinen bedient.

Diese Unterscheidung war zum damaligen Zeitpunkt zukunftsweisend. In diesem Sinne verstand sich Leupold selbst als Practicus.
Von Jacob Leupold verfasste Bände des Theatrum Machinarum:
- Band 1. Theatrum Machinarum Generale. Oder Schauplatz Des Grundes Mechanischer Wissenschafften. 1724. (Digitalisat und Volltext im Deutschen Textarchiv)
- Band 2. Theatrum Machinarum Hydrotechnicarum. Schau-Platz der Wasser-Bau-Kunst. 1724.
- Band 3. Theatrum Machinarum Hydraulicarum, Oder: Schau-Platz der Wasser-Künste. Th. 1.2., 1724–1725.
- Band 4. Theatrum Machinarum, Oder: Schau-Platz der Heb-Zeuge. 1725.
- Band 5. Theatrum Staticum Universale.
- Band 5,1. Theatrum Staticum, Das ist: Schau-Platz der Gewicht-Kunst und Waagen. 1726; urn:nbn:de:hbz:061:2-31002
- Band 5,2. Theatrum Hydrostaticum, Oder: Schau-Platz der Wissenschafft und Instrumenten zum Wasser-wägen. 1726; urn:nbn:de:hbz:061:2-31017
- Band 5,3. Theatrum Aerostaticum, Oder: Schau-Platz Der Machinen Zu Abwiegung und Beobachtung aller vornehmsten Eigenschafften der Lufft. 1726; urn:nbn:de:hbz:061:2-171272
- Band 5,4. Theatrum Horizontostaticum Sive Libellationis, Oder: Schau-Platz Von Wasser- und Horizontal-Waagen. 1726; urn:nbn:de:hbz:061:2-193365
- Band 6. Theatrum pontificiale, oder Schau-Platz der Brücken und Brücken-Baues. 1726.
- Band 7. Theatrum Arithmetico-Geometricum, Das ist: Schau-Platz der Rechen- und Meß-Kunst. 1727.

Posthum erschienene Bände des Theatrum Machinarum:
- Band 8. Theatri Machinarvm Svpplementvm Das ist: Zusatz zum Schau-Platz der Machinen und Instrumenten; von Joachim Ernst Scheffler auf Grundlage von hinterlassenen Schriften Leupolds zusammengestellt (1739).
- Band 9. Theatrum machinarum molarium, oder Schauplatz der Mühlenbaukunst: der neundte Theil von des seel. Herrn Jacob Leupolds Theatro machinarum. Neue vermehrte Auflage. Walther, Dresden 1767; urn:nbn:de:hbz:061:1-76387
  - Band 9,1. Theatrum Machinarum Molarium, Oder Schau-Platz der Mühlen-Bau-Kunst. Der Andere Theil zum Schau-Platz der Mühlen-Bau-Kunst, Oder Kern des Mühlen-Rechts; von Johann Matthias Beyer und Weiteren verfasst (1735).
  - Band 9,1. Neue verm. Auflage. 1767; urn:nbn:de:hbz:061:1-76554
  - Band 9,2. Der Andere Theil zum Schau-Platz der Mühlen-Bau-Kunst, Oder Kern des Mühlen-Rechts; verlegt von Wolffgang Deer (1735).
  - Band 9,2. Neue verm. Auflage. 1767; urn:nbn:de:hbz:061:1-76543
  - Band 9,3. Johann Matthias Beyers Theatrum Machinarum Molarium, oder Schau-Platz der Mühlen-Bau-Kunst; von Johann Matthias Beyer verfasst (1788)
  - Band 9,3. Neue verm. Auflage. 1788; urn:nbn:de:hbz:061:1-76530

### Primärliteratur

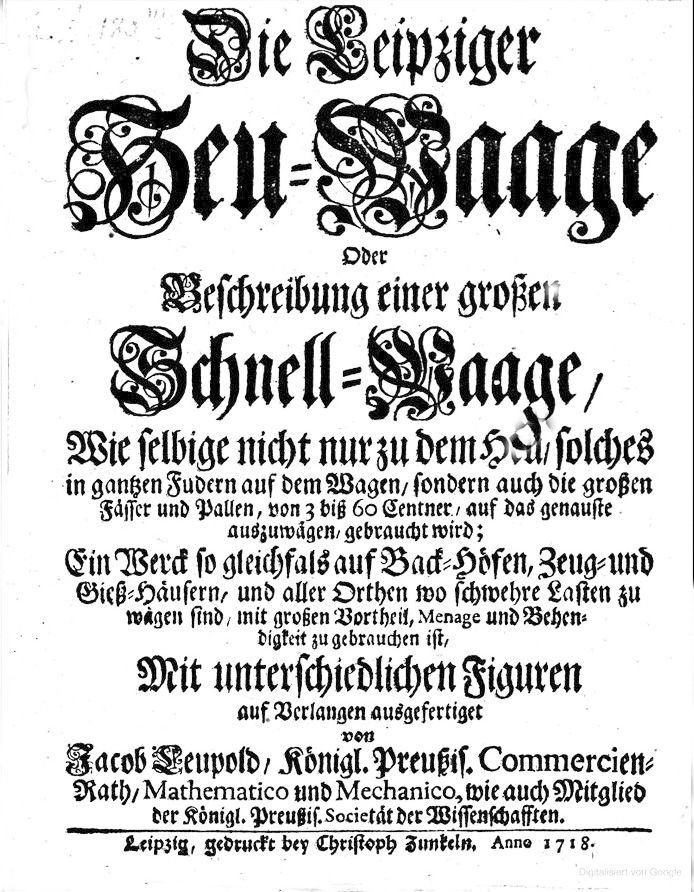
Deckblatt der Beschreibung der Leipziger Heuwaage

- Continuatio Prima. Oder Erste Fortsetzung und Vermehrung des Tractats von der Lufft-Pumpe. Leipzig 1712
- Die Leipziger Heu-Waage. Oder Beschreibung einer großen Schnell-Waage. Leipzig 1718
- Theatrum Machinarum Generale. Oder Schauplatz Des Grundes Mechanischer Wissenschafften. Leipzig 1724

### Sekundärliteratur
- Friedrich Klemm: Technik. Eine Geschichte ihrer Probleme. Freiburg 1954
- Gisela Buchheim (Hrsg.): Geschichte der Technikwissenschaften. Leipzig 1990
- Ulrich Troitzsch: Leupold, Jacob. In: Neue Deutsche Biographie (NDB). Band 14, Duncker & Humblot, Berlin 1985, ISBN 3-428-00195-8, S. 377 f. (Digitalisat).
- Conrad Matschoß: Jacob Leupold. In: Conrad Matschoß: Große Ingenieure. München 1954, S. 92–95
- Lothar Hiersemann: Jacob Leupold – ein Wegbereiter der technischen Bildung in Leipzig – Ein Beitrag zur Vorgeschichte der Technischen Hochschule Leipzig. In: Wissenschaftliche Berichte der Technischen Hochschule Leipzig Heft 17, Leipzig 1982
- Ulrich Troitzsch: Ansätze technologischen Denkens bei den Kameralisten des 17. und 18. Jahrhunderts. Berlin 1966, S. 109–112
- Friedrich Naumann: Numero mensura et pondere deus omnia creavit. Jacob Leupolds Beitrag zur Herausbildung der Meßtechnik. In: D. Hoffmann, H. Witthöft (Hrsg.): Genauigkeit und Präzision in der Geschichte der Wissenschaften und des Alltags (PTB-Texte, Band 4). Braunschweig 1996, ISBN 3-05-002955-2, S. 231–257.
- Friedrich Naumann: Jacob Leupold – Sächsisch-polnischer Rath und Bergwercks Commissar in Königl. Gnaden. In: G. Altmann, R. Gebhardt (Hrsg.): Persönlichkeiten des Montanwesens im sächsisch-böhmischen Erzgebirge. Annaberg 2003, ISBN 3-930430-61-4, S. 75–90.
- Friedrich Naumann: Jacob Leupold (1674–1727) – der berühmte Leipziger Mechanicus als Historiograph alter Rechen- und Meß-Kunst sowie „dieser beyden Wissenschafften nöthige Grund-Regeln und Handgriffe“.In: Sächsische Heimatblätter, 38(1992)6, S. 372–384
- Friedrich Naumann: Jacob Leupolds „Wissenschafft der Zahlen und Maaße“. In: Beiträge zur Geschichte von Technik und technischer Bildung, Folge 11, Hochschule für Technik, Wirtschaft und Kultur Leipzig (FH), 1995, S. 47–90